# Brody Stevens
Brody Stevens (született Steven James Brody) (Los Angeles, Kalifornia, 1970. május 22. – Los Angeles, Kalifornia, 2019. február 22.) amerikai komikus, színész.

## Filmjei
Mozifilmek
- R2PC: Road to Park City (2000)
- I'll Believe You (2006)
- Blind Ambition (2008)
- Másnaposok (The Hangover) (2009)
- Terhes társaság (Due Date) (2010)
- Másnaposok 2. (The Hangover Part II) (2011)

Tv-filmek
- Thunderbrain (2011)
- The Ben Show with Ben Hoffman (2013)
- Tiny Commando (2013)

Tv-sorozatok
- Late Night with Conan O'Brien (1999 )
- The Late Late Show with Craig Kilborn (2000–2003, öt epizódban)
- Meet My Folks (2002, egy epizódban)
- The Best Damn Sports Show Period (2002, egy epizódban)
- Jimmy Kimmel Live! (2003, egy epizódban)
- That's My Daughter (2007, két epizódban)
- Stupidface (2007, egy epizódban)
- Tim and Eric Nite Live (2007, egy epizódban)
- Comedy Gumbo (2008, egy epizódban)
- Gaytown (2008, két epizódban)
- All-Stars (2009)
- Halálosan komolytalan (Funny or Die Presents...) (2010, hang, egy epizódban)
- Cubed (2010, egy epizódban)
- Mad (2011, egy epizódban)
- Childrens Hospital (2011, egy epizódban)
- Tosh.0 (2011, egy epizódban)
- Couchers (2012, egy epizódban)
- Comedy Bang! Bang! (2012, 2015, két epizódban)
- Coffee Shop Squatters (2013, hat epizódban)
- Kroll Show (2013–2014, három epizódban)
- Tom Green Live (2014, egy epizódban)
- Kalandra fel! (Adventure Time with Finn & Jake) (2015, hang, egy epizódban)
- The Night Time Show with Stephen Kramer Glickman (2015, egy epizódban)
- Those Who Can't (2016, egy epizódban)
- The Guest List (2017, egy epizódban)
- Do You Want to See a Dead Body? (2017, egy epizódban)
- Amerikai fater (American Dad!) (2018, hang, egy epizódban)